# Саджа тибетська
Саджа тибетська (Syrrhaptes tibetanus) — вид птахів родини рябкових (Pteroclidae).

## Поширення
Вид поширений у горах Центральної Азії (Тибет, Куньлунь, Ціляньшань, Гімалаї, Тяньшань тощо). Трапляється на кам'янистих плато на висотах 3600-6000 метрів над рівнем моря. У Тибеті він також трапляється в широких посушливих долинах, в озерних западинах і в піщаних регіонах, де ростуть трави. Він часто осідає на краю засніжених просторів.

## Опис
Птах завдовжки до 40 см, вагою 300—400 г. Має помаранчеве лице, сірі груди, шию та маківку, біле черево та чорні підводки.

## Спосіб життя
Живе у кам'янистих пустелях неподалік водойм. Трапляється у зграях чисельністю від 5 до 100 птахів. Живиться насінням, квітами, зеленими частинами рослин. Розмножується з травня по червень на посушливих кам'янистих плато та хребтах. Місце гніздування, як правило, вибирається біля вершини хребта з підвітряного боку. Гніздо — проста виїмка у землі, в яку відкладається три блідо-коричневі еліптичні яйця. Пташенята покидають гніздо зразу, як тільки обсохнуть.